# Seznam pilotovaných vesmírných letů 1961–1986
Podrobný seznam pilotovaných vesmírných letů od roku 1961 do 1986, zahrnující lety sovětského svazu program Vostok, Voschod, program Sojuz a Saljut, americké lety zahrnují Mercury, Gemini a program Apollo, stejně jako program Space Shuttle do nehody raketoplánu Challenger.
- Červeně označeny jsou lety, při kterých se stala katastrofa s následkem smrti posádky.
- Zeleně označeny jsou suborbitální lety.
- Šedě označeny jsou lety k Měsíci.

| Jméno | Stratovní Nosná raketa kosmická loď                  | Cíl, ubytování                                       | Cíl, ubytování                                       | Návratová kosmická loď                               | Shrnutí mise                                                                                 |                                                                               |
| --- | ---------------------------------------------------- | ---------------------------------------------------- | ---------------------------------------------------- | ---------------------------------------------------- | -------------------------------------------------------------------------------------------- | ----------------------------------------------------------------------------- |
| Jurij Gagarin | 12. duben 1961 Vostok (nosná raketa) Vostok 1        | 12. duben 1961 Vostok (nosná raketa) Vostok 1        | 12. duben 1961 Vostok (nosná raketa) Vostok 1        | 12. duben 1961 Vostok (nosná raketa) Vostok 1        | První člověk ve vesmíru.                                                                     |                                                                               |
| Alan Shepard | 5. květen 1961 Redstone Mercury-Redstone 3           | 5. květen 1961 Redstone Mercury-Redstone 3           | 5. květen 1961 Redstone Mercury-Redstone 3           | 5. květen 1961 Redstone Mercury-Redstone 3           | První Američan ve vesmíru, suborbitalní let.                                                 |                                                                               |
| Virgil Grissom | 21. červenec 1961 Redstone Mercury-Redstone 4        | 21. červenec 1961 Redstone Mercury-Redstone 4        | 21. červenec 1961 Redstone Mercury-Redstone 4        | 21. červenec 1961 Redstone Mercury-Redstone 4        |                                                                                              |                                                                               |
| German Titov | 6. srpen 1961 Vostok (nosná raketa) Vostok 2         | 6. srpen 1961 Vostok (nosná raketa) Vostok 2         | 7. srpen 1961 Vostok 2                               | 7. srpen 1961 Vostok 2                               | Den dlouhý let, krátkou dobu řízený pilotem.                                                 |                                                                               |
| John Glenn | 20. únor 1962 Atlas (nosná raketa) Mercury-Atlas 6   | 20. únor 1962 Atlas (nosná raketa) Mercury-Atlas 6   | 20. únor 1962 Atlas (nosná raketa) Mercury-Atlas 6   | 20. únor 1962 Atlas (nosná raketa) Mercury-Atlas 6   | První americký orbitalní let.                                                                |                                                                               |
| Scott Carpenter | 24. květen 1962 Atlas (nosná raketa) Mercury-Atlas 7 | 24. květen 1962 Atlas (nosná raketa) Mercury-Atlas 7 | 24. květen 1962 Atlas (nosná raketa) Mercury-Atlas 7 | 24. květen 1962 Atlas (nosná raketa) Mercury-Atlas 7 | První ruční brzdění.                                                                         |                                                                               |
| Andrijan Nikolajev | 11. srpen 1962 Vostok (nosná raketa) Vostok 3        | 11. srpen 1962 Vostok (nosná raketa) Vostok 3        | 15. srpen 1962 Vostok 3                              | 15. srpen 1962 Vostok 3                              | Dvě současně letící pilotované lodě.                                                         |                                                                               |
| Pavel Popovič | 12. srpen 1962 Vostok (nosná raketa) Vostok 4        | 12. srpen 1962 Vostok (nosná raketa) Vostok 4        | 15. srpen 1962 Vostok 4                              | 15. srpen 1962 Vostok 4                              | Dvě současně letící pilotované lodě.                                                         |                                                                               |
| Wally Schirra | 3. říjen 1962 Atlas (nosná raketa) Mercury-Atlas 8   | 3. říjen 1962 Atlas (nosná raketa) Mercury-Atlas 8   | 3. říjen 1962 Atlas (nosná raketa) Mercury-Atlas 8   | 3. říjen 1962 Atlas (nosná raketa) Mercury-Atlas 8   | První bezproblémový let Mercury.                                                             |                                                                               |
| Gordon Cooper | 15. květen 1963 Atlas (nosná raketa) Mercury-Atlas 9 | 15. květen 1963 Atlas (nosná raketa) Mercury-Atlas 9 | 15. květen 1963 Atlas (nosná raketa) Mercury-Atlas 9 | 15. květen 1963 Atlas (nosná raketa) Mercury-Atlas 9 | První televizní přímý přenos z vesmíru.                                                      |                                                                               |
| Valerij Bykovskij | 14. červen 1963 Vostok (nosná raketa) Vostok 5       | 14. červen 1963 Vostok (nosná raketa) Vostok 5       | 19. červen 1963 Vostok 5                             | 19. červen 1963 Vostok 5                             | Pět dní dlouhý let ve vesmíru.                                                               |                                                                               |
| Valentina Těreškovová | 16. červen 1963 Vostok (nosná raketa) Vostok 6       | 16. červen 1963 Vostok (nosná raketa) Vostok 6       | 19. červen 1963 Vostok 6                             | 19. červen 1963 Vostok 6                             | První žena ve vesmíru.                                                                       |                                                                               |
| Joseph Walker | 19. červenec 1963 North American X-15 Flight 90      | 19. červenec 1963 North American X-15 Flight 90      | 19. červenec 1963 North American X-15 Flight 90      | 19. červenec 1963 North American X-15 Flight 90      | První okřídlené plavidlo ve vesmíru.                                                         |                                                                               |
| Joseph Walker | 23. srpen 1963 North American X-15 Flight 91         | 23. srpen 1963 North American X-15 Flight 91         | 23. srpen 1963 North American X-15 Flight 91         | 23. srpen 1963 North American X-15 Flight 91         | První osoba, která letěla do vesmíru dvakrát.                                                |                                                                               |
| Vladimir Komarov Konstantin Feoktistov Boris Jegorov                                                                      | 12. říjen 1964 Voschod (nosná raketa) Voschod 1      | 12. říjen 1964 Voschod (nosná raketa) Voschod 1      | 13. říjen 1964 Voschod 1                             | 13. říjen 1964 Voschod 1                             | První vícemístná kosmická loď.                                                               |                                                                               |
| Alexej Leonov Pavel Běljajev                                                                                              | 18. březen 1965 Voschod (nosná raketa) Voschod 2     | 18. březen 1965 Voschod (nosná raketa) Voschod 2     | 19. březen 1965 Voschod 2                            | 19. březen 1965 Voschod 2                            | První výstup do vesmíru.                                                                     |                                                                               |
| Virgil Grissom John Young                                                                                                 | 23. říjen 1965 Titan II. Gemini 3                    | 23. říjen 1965 Titan II. Gemini 3                    | 23. říjen 1965 Titan II. Gemini 3                    | 23. říjen 1965 Titan II. Gemini 3                    | Testy manévrů na oběžné dráze.                                                               |                                                                               |
| James McDivitt Edward White                                                                                               | 3. červen 1965 Titan II. Gemini 4                    | 3. červen 1965 Titan II. Gemini 4                    | 7. červen 1965 Gemini 4                              | 7. červen 1965 Gemini 4                              | První Americký výstup do vesmíru.                                                            |                                                                               |
| Gordon Cooper Charles Conrad                                                                                              | 21. srpen 1965 Titan II. Gemini 5                    | 21. srpen 1965 Titan II. Gemini 5                    | 29. srpen 1965 Gemini 5                              | 29. srpen 1965 Gemini 5                              | První jednotýdenní vesmírný let.                                                             |                                                                               |
| Frank Borman James Lovell                                                                                                 | 4. prosinec 1965 Titan II. Gemini 7                  | 4. prosinec 1965 Titan II. Gemini 7                  | 18. prosinec 1965 Gemini 7                           | 18. prosinec 1965 Gemini 7                           | První dvoutýdenní vesmírný let.                                                              |                                                                               |
| Wally Schirra Thomas Stafford                                                                                             | 15. prosinec 1965 Titan II. Gemini 6A                | 15. prosinec 1965 Titan II. Gemini 6A                | 16. prosinec 1965 Gemini 6A                          | 16. prosinec 1965 Gemini 6A                          | První setkání ve vesmíru (s lodí Gemini 7).                                                  |                                                                               |
| Neil Armstrong David Scott                                                                                                | 16. březen 1966 Titan II. Gemini 8                   | 16. březen 1966 Titan II. Gemini 8                   | 17. březen 1966 Gemini 8                             | 17. březen 1966 Gemini 8                             | První spojení ve vesmíru.                                                                    |                                                                               |
| Thomas Stafford Eugene Cernan                                                                                             | 3. červen 1966 Titan II. Gemini 9A                   | 3. červen 1966 Titan II. Gemini 9A                   | 6. červen 1966 Gemini 9A                             | 6. červen 1966 Gemini 9A                             | Poprvé záložní posádka letěla na misi.                                                       |                                                                               |
| John Young Michael Collins                                                                                                | 18. červenec 1966 Titan II. Gemini 10                | 18. červenec 1966 Titan II. Gemini 10                | 21. červenec 1966 Gemini 10                          | 21. červenec 1966 Gemini 10                          | Poprvé setkání se dvěma rozdílnými objekty.                                                  |                                                                               |
| Charles Conrad Richard Gordon                                                                                             | 12. září 1966 Titan II. Gemini 11                    | 12. září 1966 Titan II. Gemini 11                    | 15. září 1966 Gemini 11                              | 15. září 1966 Gemini 11                              | Rekord v největší výšce do doby letů na Měsíc.                                               |                                                                               |
| Jim Lovell Buzz Aldrin | 11. listopad 1966 Titan II. Gemini 12                | 11. listopad 1966 Titan II. Gemini 12                | 15. listopad 1966 Gemini 12                          | 15. listopad 1966 Gemini 12                          | První ruční setkání.                                                                         |                                                                               |
| Vladimir Komarov | 23. duben 1967 Sojuz Sojuz 1                         | 23. duben 1967 Sojuz Sojuz 1                         | 24. duben 1967 Sojuz 1                               | 24. duben 1967 Sojuz 1                               | První katastrofa během letů do vesmíru.                                                      |                                                                               |
| Wally Schirra Donn Eisele Walter Cunningham                                                                               | 11. říjen 1968 Saturn IB Apollo 7                    | 11. říjen 1968 Saturn IB Apollo 7                    | 22. říjen 1968 Apollo 7                              | 22. říjen 1968 Apollo 7                              | První let americké trojmístné lodi po nehodě Apolla 1.                                       |                                                                               |
| Georgij Beregovoj | 26. říjen 1968 Sojuz Sojuz 3                         | 26. říjen 1968 Sojuz Sojuz 3                         | 30. říjen 1968 Sojuz 3                               | 30. říjen 1968 Sojuz 3                               | Selhalo spojení s nepilotovanou lodí Sojuz 2                                                 |                                                                               |
| Frank Borman Jim Lovell William Anders                                                                                    | 21. prosinec 1968 Saturn V Apollo 8                  | 21. prosinec 1968 Saturn V Apollo 8                  | 27. prosinec 1968 Apollo 8                           | 27. prosinec 1968 Apollo 8                           | První oblet Měsíce                                                                           |                                                                               |
| Vladimir Šatalov | 14. leden 1969 Sojuz Sojuz 4                         | 14. leden 1969 Sojuz Sojuz 4                         | 17. leden 1969 Sojuz 4                               | 17. leden 1969 Sojuz 4                               | První přesun posádek mezi vesmírnými loděmi. První spojení pilotovaných lodí.                | První přesun posádek mezi vesmírnými loděmi. První spojení pilotovaných lodí. |
| Alexej Jelisejev Jevgenij Chrunov                                                                                         | 15. leden 1969 Sojuz Sojuz 5                         | 15. leden 1969 Sojuz Sojuz 5                         | 17. leden 1969 Sojuz 4                               | 17. leden 1969 Sojuz 4                               | První přesun posádek mezi vesmírnými loděmi. První spojení pilotovaných lodí.                | První přesun posádek mezi vesmírnými loděmi. První spojení pilotovaných lodí. |
| Boris Volynov | 15. leden 1969 Sojuz Sojuz 5                         | 15. leden 1969 Sojuz Sojuz 5                         | 18. leden 1969 Sojuz 5                               | 18. leden 1969 Sojuz 5                               | První přesun posádek mezi vesmírnými loděmi. První spojení pilotovaných lodí.                | První přesun posádek mezi vesmírnými loděmi. První spojení pilotovaných lodí. |
| James McDivitt David Scott Russell Schweickart                                                                            | 3. březen 1969 Saturn IB Apollo 9                    | 3. březen 1969 Saturn IB Apollo 9                    | 13. březen 1969 Apollo 9                             | 13. březen 1969 Apollo 9                             | Test lunárního modulu na oběžné dráze Země.                                                  |                                                                               |
| Thomas Stafford John Young Gene Cernan                                                                                    | 18. květen 1969 Saturn V Apollo 10                   | 18. květen 1969 Saturn V Apollo 10                   | 26. květen 1969 Apollo 10                            | 26. květen 1969 Apollo 10                            | Test lunárního modulu na oběžné dráze Měsíce.                                                |                                                                               |
| Neil Armstrong Michael Collins Buzz Aldrin                                                                                | 16. červenec 1969 Saturn V Apollo 11                 | 16. červenec 1969 Saturn V Apollo 11                 | 24. červenec 1969 Apollo 11                          | 24. červenec 1969 Apollo 11                          | První přistání na Měsíci.                                                                    |                                                                               |
| Georgij Šonin Valerij Kubasov                                                                                             | 11. říjen 1969 Sojuz Sojuz 6                         | 11. říjen 1969 Sojuz Sojuz 6                         | 16. říjen 1969 Sojuz 6                               | 16. říjen 1969 Sojuz 6                               | První let tří kosmických lodí. Pokus o spojení mezi loděmi selhal.                           |                                                                               |
| Anatolij Filipčenko Vladislav Volkov Viktor Gorbatko                                                                      | 12. říjen 1969 Sojuz Sojuz 7                         | 12. říjen 1969 Sojuz Sojuz 7                         | 17. říjen 1969 Sojuz 7                               | 17. říjen 1969 Sojuz 7                               | První let tří kosmických lodí. Pokus o spojení mezi loděmi selhal.                           |                                                                               |
| Vladimir Šatalov Alexej Jelisejev                                                                                         | 13. říjen 1969 Sojuz Sojuz 8                         | 13. říjen 1969 Sojuz Sojuz 8                         | 18. říjen 1969 Sojuz 8                               | 18. říjen 1969 Sojuz 8                               | První let tří kosmických lodí. Pokus o spojení mezi loděmi selhal.                           |                                                                               |
| Charles Conrad Dick Gordon Alan Bean                                                                                      | 14. listopad 1969 Saturn V Apollo 12                 | 14. listopad 1969 Saturn V Apollo 12                 | 24. listopad 1969 Apollo 12                          | 24. listopad 1969 Apollo 12                          | Přesné přistání vedle měsíční sondy Surveyor 3.                                              |                                                                               |
| Jim Lovell Jack Swigert Fred Haise                                                                                        | 11. duben 1970 Saturn V Apollo 13                    | 11. duben 1970 Saturn V Apollo 13                    | 17. duben 1970 Apollo 13                             | 17. duben 1970 Apollo 13                             | Přistání na Měsíci zrušeno, nehoda na cestě.                                                 |                                                                               |
| Andrijan Nikolajev Vitalij Sevasťjanov                                                                                    | 1. červen 1970 Sojuz Sojuz 9                         | 1. červen 1970 Sojuz Sojuz 9                         | 19. červen 1970 Sojuz 9                              | 19. červen 1970 Sojuz 9                              |                                                                                              |                                                                               |
| Alan Shepard Stuart Roosa Edgar Mitchell                                                                                  | 31. leden 1971 Saturn V Apollo 14                    | 31. leden 1971 Saturn V Apollo 14                    | 9. únor 1971 Apollo 14                               | 9. únor 1971 Apollo 14                               | Shepard jediný kosmonaut programu Mercury, který přistál na Měsíci.                          |                                                                               |
| Vladimir Šatalov Alexej Jelisejev Nikolaj Rukavišnikov                                                                    | 23. duben 1971 Sojuz Sojuz 10                        | 23. duben 1971 Sojuz Sojuz 10                        | 25. duben 1971 Sojuz 10                              | 25. duben 1971 Sojuz 10                              | Selhalo spojení s vesmírnou stanicí Saljut 1.                                                |                                                                               |
| Georgij Dobrovolskij Viktor Pacajev Vladislav Volkov                                                                      | 6. červen 1971 Sojuz Sojuz 11                        | Saljut 1                                             | Saljut 1                                             | 29. červen 1971 Sojuz 11                             | První obydlená vesmírná stanice. Posádka se udusila při návratu na Zemi.                     |                                                                               |
| David Scott Alfred Worden James Irwin                                                                                     | 26. červenec 1971 Saturn V Apollo 15                 | 26. červenec 1971 Saturn V Apollo 15                 | 7. srpen 1971 Apollo 15                              | 7. srpen 1971 Apollo 15                              | První mise s měsíčním vozítkem.                                                              |                                                                               |
| John Young Thomas Mattingly Charles Duke                                                                                  | 16. duben 1972 Saturn V Apollo 16                    | 16. duben 1972 Saturn V Apollo 16                    | 27. duben 1972 Apollo 16                             | 27. duben 1972 Apollo 16                             |                                                                                              |                                                                               |
| Gene Cernan Ronald Evans Harrison Schmitt                                                                                 | 7. prosinec 1972 Saturn V Apollo 17                  | 7. prosinec 1972 Saturn V Apollo 17                  | 19. prosinec 1972 Apollo 17                          | 19. prosinec 1972 Apollo 17                          | Poslední přistání na Měsíci.                                                                 |                                                                               |
| Charles Conrad Paul Weitz Joseph Kerwin                                                                                   | 25. květen 1973 Saturn IB Skylab 2                   | Skylab                                               | Skylab                                               | 22. červen 1973 Skylab 2                             | Posádka byla téměř měsíc na oběžné dráze.                                                    |                                                                               |
| Alan Bean Jack Lousma Owen Garriott                                                                                       | 28. červen 1973 Saturn IB Skylab 3                   | Skylab                                               | Skylab                                               | 25. srpen 1973 Skylab 3                              | Posádka byla téměř dva měsíce na oběžné dráze.                                               |                                                                               |
| Vasilij Lazarev Oleg Makarov                                                                                              | 27. září 1973 Sojuz Sojuz 12                         | 27. září 1973 Sojuz Sojuz 12                         | 29. září 1973 Sojuz 12                               | 29. září 1973 Sojuz 12                               |                                                                                              |                                                                               |
| Gerald Carr William Pogue Edward Gibson                                                                                   | 16. listopad 1973 Saturn IB Skylab 4                 | Skylab                                               | Skylab                                               | 8. únor 1974 Skylab 4                                | Posádka byla téměř tři měsíce na oběžné dráze.                                               |                                                                               |
| Valentin Lebeděv Pjotr Klimuk                                                                                             | 18. prosinec 1973 Sojuz Sojuz 13                     | 18. prosinec 1973 Sojuz Sojuz 13                     | 26. prosinec 1973 Sojuz 13                           | 26. prosinec 1973 Sojuz 13                           |                                                                                              |                                                                               |
| Jurij Arťuchin Pavel Popovič                                                                                              | 3. červenec 1974 Sojuz Sojuz 14                      | Saljut 3                                             | Saljut 3                                             | 19. červenec 1974 Sojuz 14                           |                                                                                              |                                                                               |
| Lev Ďomin Gennadij Sarafanov                                                                                              | 26. srpen 1974 Sojuz Sojuz 15                        | 26. srpen 1974 Sojuz Sojuz 15                        | 28. srpen 1974 Sojuz 15                              | 28. srpen 1974 Sojuz 15                              | Spojení se stanicí Saljut 3 selhalo.                                                         |                                                                               |
| Anatolij Filipčenko Nikolaj Rukavišnikov                                                                                  | 2. prosinec 1974 Sojuz Sojuz 16                      | 2. prosinec 1974 Sojuz Sojuz 16                      | 8. prosinec 1974 Sojuz 16                            | 8. prosinec 1974 Sojuz 16                            |                                                                                              |                                                                               |
| Georgij Grečko Alexej Gubarev                                                                                             | 11. leden 1975 Sojuz Sojuz 17                        | Saljut 4                                             | Saljut 4                                             | 10. únor 1975 Sojuz 17                               |                                                                                              |                                                                               |
| Vasilij Lazarev Oleg Makarov                                                                                              | 5. duben 1975 Sojuz Sojuz 18a                        | 5. duben 1975 Sojuz Sojuz 18a                        | 5. duben 1975 Sojuz Sojuz 18a                        | 5. duben 1975 Sojuz Sojuz 18a                        | Nehoda, nepodařilo se udržet na oběžné dráze. Plánováno spojení se stanicí Saljut 4.         |                                                                               |
| Pjotr Klimuk Vitalij Sevasťjanov                                                                                          | 24. květen 1975 Sojuz Sojuz 18                       | Saljut 4                                             | Saljut 4                                             | 26. červenec 1975 Sojuz 18                           |                                                                                              |                                                                               |
| Alexej Leonov Valerij Kubasov                                                                                             | 15. červenec 1975 Sojuz-U Sojuz 19                   | Sojuz-Apollo                                         | Sojuz-Apollo                                         | 21. červenec 1975 Sojuz 19                           | První společný let Sovětského svazu a Spojených států.                                       |                                                                               |
| Thomas Stafford Vance Brand Donald Slayton                                                                                | 15. červenec 1975 Saturn IB Apollo 18                | Sojuz-Apollo                                         | Sojuz-Apollo                                         | 24. červenec 1975 Apollo 18                          | První společný let Sovětského svazu a Spojených států.                                       |                                                                               |
| Boris Volynov Vitalij Žolobov                                                                                             | 6. červen 1976 Sojuz-U Sojuz 21                      | Saljut 5                                             | Saljut 5                                             | 24. srpen 1976 Sojuz 21                              |                                                                                              |                                                                               |
| Valerij Bykovskij Vladimir Aksjonov                                                                                       | 9. září 1976 Sojuz-U Sojuz 22                        | 9. září 1976 Sojuz-U Sojuz 22                        | 23. září 1976 Sojuz 22                               | 23. září 1976 Sojuz 22                               |                                                                                              |                                                                               |
| Vjačeslav Zudov Valerij Rožděstvenskij                                                                                    | 14. říjen 1976 Sojuz-U Sojuz 23                      | 14. říjen 1976 Sojuz-U Sojuz 23                      | 16. říjen 1976 Sojuz 23                              | 16. říjen 1976 Sojuz 23                              | Spojení se stanicí Saljut 5 selhalo.                                                         |                                                                               |
| Viktor Gorbatko Jurij Glazkov                                                                                             | 7. únor 1977 Sojuz-U Sojuz 24                        | Saljut 5                                             | Saljut 5                                             | 25. únor 1977 Sojuz 24                               |                                                                                              |                                                                               |
| Vladimir Kovaljonok Valerij Rjumin                                                                                        | 9. říjen 1977 Sojuz-U Sojuz 25                       | 9. říjen 1977 Sojuz-U Sojuz 25                       | 11. říjen 1977 Sojuz 25                              | 11. říjen 1977 Sojuz 25                              | Spojení se stanicí Saljut 6 selhalo.                                                         |                                                                               |
| Georgij Grečko Jurij Romaněnko                                                                                            | 10. prosinec 1977 Sojuz-U Sojuz 26                   | Saljut 6                                             | Saljut 6                                             | 16. březen 1978 Sojuz 27                             |                                                                                              |                                                                               |
| Vladimir Džanibekov Oleg Makarov                                                                                          | 10. leden 1978 Sojuz-U Sojuz 27                      | Saljut 6                                             | Saljut 6                                             | 16. leden 1978 Sojuz 26                              |                                                                                              |                                                                               |
| Alexej Gubarev Vladimír Remek                                                                                             | 2. březen 1978 Sojuz-U Sojuz 28                      | Saljut 6                                             | Saljut 6                                             | 10. březen 1978 Sojuz 28                             | Remek: První kosmonaut z Československa.                                                     |                                                                               |
| Vladimir Kovaljonok Alexandr Ivančenkov                                                                                   | 16. červen 1978 Sojuz-U Sojuz 29                     | Saljut 6                                             | Saljut 6                                             | 3. září 1978 Sojuz 29                                |                                                                                              |                                                                               |
| Pjotr Klimuk Mirosław Hermaszewski                                                                                        | 28. červen 1978 Sojuz-U Sojuz 30                     | Saljut 6                                             | Saljut 6                                             | 4. červenec 1978 Sojuz 30                            | Hermaszewski: První kosmonaut z Polska.                                                      |                                                                               |
| Valerij Bykovskij Sigmund Jähn                                                                                            | 26. červen 1978 Sojuz-U Sojuz 31                     | Saljut 6                                             | Saljut 6                                             | 2. listopad 1978 Sojuz 31                            | Jahn: První kosmonaut z Východního Německa.                                                  |                                                                               |
| Vladimír Ljachov Valerij Rjumin                                                                                           | 25. únor 1979 Sojuz-U Sojuz 32                       | Saljut 6                                             | Saljut 6                                             | 19. srpen 1979 Sojuz 34                              |                                                                                              |                                                                               |
| Nikolaj Rukavišnikov Georgi Ivanov                                                                                        | 10. duben 1979 Sojuz-U Sojuz 33                      | 10. duben 1979 Sojuz-U Sojuz 33                      | 12. duben 1979 Sojuz 33                              | 12. duben 1979 Sojuz 33                              | Ivanov: První kosmonaut z Bulharska. Spojení se stanicí Saljut 6 selhalo.                    |                                                                               |
| Leonid Popov Valerij Rjumin                                                                                               | 9. duben 1980 Sojuz-U Sojuz 35                       | Saljut 6                                             | Saljut 6                                             | 11. říjen 1980 Sojuz 37                              |                                                                                              |                                                                               |
| Valerij Kubasov Bertalan Farkas                                                                                           | 26. květen 1980 Sojuz-U Sojuz 36                     | Saljut 6                                             | Saljut 6                                             | 3. červen 1980 Sojuz 35                              | Farkas: První kosmonaut z Maďarska.                                                          |                                                                               |
| Jurij Malyšev Vladimir Aksjonov                                                                                           | 5. červen 1980 Sojuz-U Sojuz T-2                     | Saljut 6                                             | Saljut 6                                             | 9. červen 1980 Sojuz T-2                             |                                                                                              |                                                                               |
| Viktor Gorbatko Pham Tuan                                                                                                 | 23. červenec 1980 Sojuz-U Sojuz 37                   | Saljut 6                                             | Saljut 6                                             | 31. červenec 1980 Sojuz 36                           | Tuan: První kosmonaut z Vietnamu. První Asiat ve vesmíru.                                    |                                                                               |
| Jurij Romaněnko Arnaldo Tamayo Mendez                                                                                     | 18. září 1980 Sojuz-U Sojuz 38                       | Saljut 6                                             | Saljut 6                                             | 26. září 1980 Sojuz 38                               | Tamayo Mendez: První kosmonaut z Kuby. První černoch ve vesmíru.                             |                                                                               |
| Leonid Kizim Oleg Makarov Gennadij Strekalov                                                                              | 27. listopad 1980 Sojuz-U Sojuz T-3                  | Saljut 6                                             | Saljut 6                                             | 10. prosinec 1980 Sojuz T-3                          |                                                                                              |                                                                               |
| Vladimir Kovaljonok Viktor Savinych                                                                                       | 13. březen 1981 Sojuz-U Sojuz T-4                    | Saljut 6                                             | Saljut 6                                             | 26. květen 1981 Sojuz T-4                            |                                                                                              |                                                                               |
| Vladimir Džanibekov Džugderdemidin Gurragčá                                                                               | 22. březen 1981 Sojuz-U Sojuz 39                     | Saljut 6                                             | Saljut 6                                             | 29. březen 1981 Sojuz 39                             | Gurragcha: První kosmonaut z Mongolska.                                                      |                                                                               |
| John Young Robert Crippen                                                                                                 | 12. duben 1981 STS-1, Columbia                       | 12. duben 1981 STS-1, Columbia                       | 14. duben 1981 STS-1, Columbia                       | 14. duben 1981 STS-1, Columbia                       | První let raketoplánu Space Shuttle.                                                         |                                                                               |
| Leonid Popov Dumitru Prunariu                                                                                             | 14. květen 1981 Sojuz-U Sojuz 40                     | Saljut 6                                             | Saljut 6                                             | 22. květen 1981 Sojuz 40                             | Prunariu: První kosmonaut z Rumunska.                                                        |                                                                               |
| Joseph Engle Richard Truly                                                                                                | 12. listopad 1981 STS-2, Columbia                    | 12. listopad 1981 STS-2, Columbia                    | 14. listopad 1981 STS-2, Columbia                    | 14. listopad 1981 STS-2, Columbia                    |                                                                                              |                                                                               |
| Jack Lousma Charles Fullerton                                                                                             | 22. březen 1982 STS-3, Columbia                      | 22. březen 1982 STS-3, Columbia                      | 30. březen 1982 STS-3, Columbia                      | 30. březen 1982 STS-3, Columbia                      |                                                                                              |                                                                               |
| Anatolij Berezovoj Valentin Lebeděv                                                                                       | 12. květen 1982 Sojuz-U Sojuz T-5                    | Saljut 7                                             | Saljut 7                                             | 10. prosinec 1982 Sojuz T-7                          |                                                                                              |                                                                               |
| Vladimir Džanibekov Alexandr Ivančenkov Jean-Loup Chrétien                                                                | 24. červen 1982 Sojuz-U Sojuz T-6                    | Saljut 7                                             | Saljut 7                                             | 2. červenec 1982 Sojuz T-6                           | Chrétien: První kosmonaut z Francie.                                                         |                                                                               |
| Thomas Mattingly Henry Hartsfield                                                                                         | 27. červen 1982 STS-4, Columbia                      | 27. červen 1982 STS-4, Columbia                      | 4. červenec 1982 STS-4, Columbia                     | 4. červenec 1982 STS-4, Columbia                     | Poslední testovací let raketoplánu.                                                          |                                                                               |
| Leonid Popov Alexandr Serebrov Svetlana Savickaja                                                                         | 19. srpen 1982 Sojuz-U Sojuz T-7                     | Saljut 7                                             | Saljut 7                                             | 27. srpen 1982 Sojuz T-5                             |                                                                                              |                                                                               |
| Vance Brand Robert Overmyer Joseph Allen William Lenoir                                                                   | 11. listopad 1982 STS-5, Columbia                    | 11. listopad 1982 STS-5, Columbia                    | 16. listopad 1982 STS-5, Columbia                    | 16. listopad 1982 STS-5, Columbia                    |                                                                                              |                                                                               |
| Paul Weitz Karol Bobko Donald Peterson Story Musgrave                                                                     | 4. duben 1983 STS-6, Challenger                      | 4. duben 1983 STS-6, Challenger                      | 9. duben 1983 STS-6, Challenger                      | 9. duben 1983 STS-6, Challenger                      | První výstup do vesmíru z raketoplánu.                                                       |                                                                               |
| Vladimir Titov Gennadij Strekalov Alexandr Serebrov                                                                       | 20. duben 1983 Sojuz-U Sojuz T-8                     | 20. duben 1983 Sojuz-U Sojuz T-8                     | 22. duben 1983 Sojuz T-8                             | 22. duben 1983 Sojuz T-8                             | Spojení se stanicí Saljut 7 selhalo.                                                         |                                                                               |
| Robert Crippen Frederick Hauck John Fabian Sally Rideová Norman Thagard                                                   | 18. červen 1983 STS-7, Challenger                    | 18. červen 1983 STS-7, Challenger                    | 24. červen 1983 STS-7, Challenger                    | 24. červen 1983 STS-7, Challenger                    | První americká žena ve vesmíru                                                               |                                                                               |
| Vladimir Ljachov Alexandr P. Alexandrov                                                                                   | 26. červen 1983 Sojuz-U Sojuz T-9                    | Saljut 7                                             | Saljut 7                                             | 23. listopad 1983 Sojuz T-9                          |                                                                                              |                                                                               |
| Richard Truly Daniel Brandenstein Dale Gardner Guion Bluford William Thornton                                             | 30. srpen 1983 STS-8, Challenger                     | 30. srpen 1983 STS-8, Challenger                     | 5. září 1983 STS-8, Challenger                       | 5. září 1983 STS-8, Challenger                       | První Afroameričan ve vesmíru.                                                               |                                                                               |
| John Young Brewster Shaw Owen Garriott Robert Parker Byron Lichtenberg Ulf Merbold                                        | 28. listopad 1983 STS-9, Columbia                    | 28. listopad 1983 STS-9, Columbia                    | 8. prosinec 1983 STS-9, Columbia                     | 8. prosinec 1983 STS-9, Columbia                     | První mise s laboratoří ESA Spacelab. První kosmonaut z ESA.                                 |                                                                               |
| Vance Brand Robert Gibson Bruce McCandless Ronald McNair Robert Stewart                                                   | 3. únor 1984 STS-41-B, Challenger                    | 3. únor 1984 STS-41-B, Challenger                    | 11. únor 1984 STS-41-B, Challenger                   | 11. únor 1984 STS-41-B, Challenger                   | První neuvázaný výstup do vesmíru.                                                           |                                                                               |
| Leonid Kizim Vladimir Solovjov Oleg Aťkov                                                                                 | 4. únor 1984 Sojuz-U Sojuz T-10                      | Saljut 7                                             | Saljut 7                                             | 2. říjen 1984 Sojuz T-11                             |                                                                                              |                                                                               |
| Jurij Malyšev Gennadij Strekalov Rákeš Šarma                                                                              | 3. duben 1984 Sojuz-U Sojuz T-11                     | Saljut 7                                             | Saljut 7                                             | 11. duben 1984 Sojuz T-10                            | Rákeš: První Ind ve vesmíru.                                                                 |                                                                               |
| Robert Crippen Francis R. "Dick" Scobee George Nelson James van Hoften Terry Hart                                         | 6. duben 1984 STS-41-C, Challenger                   | 6. duben 1984 STS-41-C, Challenger                   | 13. duben 1984 STS-41-C, Challenger                  | 13. duben 1984 STS-41-C, Challenger                  |                                                                                              |                                                                               |
| Vladimir Džanibekov Igor Volk Svetlana J. Savitskaja                                                                      | 17. července 1984 Sojuz-U2 Sojuz T-12                | Saljut 7                                             | Saljut 7                                             | 29. července 1984 Sojuz T-12                         | První výstup do vesmíru ženou.                                                               |                                                                               |
| Henry Hartsfield Michael Coats Judith Resniková Steven Hawley Richard Mullane Charles David Walker                        | 30. srpen 1984 STS-41-D, Discovery                   | 30. srpen 1984 STS-41-D, Discovery                   | 5. září 1984 STS-41-D, Discovery                     | 5. září 1984 STS-41-D, Discovery                     | Test solárních panelů                                                                        |                                                                               |
| Robert Crippen Jon McBride Kathryn Sullivanová Sally Rideová David Leestma Marc Garneau Paul Scully-Power                 | 5. říjen 1984 STS-41-G, Challenger                   | 5. říjen 1984 STS-41-G, Challenger                   | 13. říjen 1984 STS-41-G, Challenger                  | 13. říjen 1984 STS-41-G, Challenger                  | První výstup do vesmíru americkou ženou. První Australan ve vesmíru První Kanaďan ve vesmíru |                                                                               |
| Frederick Hauck David Mathieson Walker Anna Fisherová Dale Gardner Joseph Allen                                           | 8. listopad 1984 STS-51-A, Discovery                 | 8. listopad 1984 STS-51-A, Discovery                 | 16. listopad 1984 STS-51-A, Discovery                | 16. listopad 1984 STS-51-A, Discovery                |                                                                                              |                                                                               |
| Thomas Mattingly Loren Shriver Ellison Onizuka James Buchli Gary Payton                                                   | 24. leden 1985 STS-51-C, Discovery                   | 24. leden 1985 STS-51-C, Discovery                   | 27. leden 1985 STS-51-C, Discovery                   | 27. leden 1985 STS-51-C, Discovery                   |                                                                                              |                                                                               |
| Karol Bobko Donald Williams Margaret Seddonová Jeffrey Hoffman Stanley Griggs Charles David Walker Edwin Garn             | 12. duben 1985 STS-51-D, Discovery                   | 12. duben 1985 STS-51-D, Discovery                   | 19. duben 1985 STS-51-D, Discovery                   | 19. duben 1985 STS-51-D, Discovery                   | První senátor ve vesmíru.                                                                    |                                                                               |
| Robert Overmyer Frederick Gregory Don Lind Norman Thagard William Thornton Lodewijk van den Berg Taylor Wang              | 29. duben 1985 STS-51-B, Challenger                  | 29. duben 1985 STS-51-B, Challenger                  | 6. květen 1985 STS-51-B, Challenger                  | 6. květen 1985 STS-51-B, Challenger                  |                                                                                              |                                                                               |
| Vladimir Džanibekov | 5. června 1985 Sojuz-U2 Sojuz T-13                   | Saljut 7                                             | Saljut 7                                             | 26. září 1985 Sojuz T-13                             |                                                                                              |                                                                               |
| Viktor Savinych | 5. června 1985 Sojuz-U2 Sojuz T-13                   | Saljut 7                                             | Saljut 7                                             | 21. listopad 1985 Sojuz T-14                         |                                                                                              |                                                                               |
| Daniel Brandenstein John Creighton Shannon Lucidová Steven Nagel John Fabian Patrick Baudry Sultan Al-Saud                | 17. červen 1985 STS-51-G, Discovery                  | 17. červen 1985 STS-51-G, Discovery                  | 24. červen 1985 STS-51-G, Discovery                  | 24. červen 1985 STS-51-G, Discovery                  | Al-Saud: První kosmonaut ze Saúdské Arábie.                                                  |                                                                               |
| Gordon Fullerton Roy Bridges Story Musgrave Anthony England Karl Henize Loren Acton John-David Bartoe                     | 29. červenec 1985 STS-51-F, Challenger               | 29. červenec 1985 STS-51-F, Challenger               | 6. srpen 1985 STS-51-F, Challenger                   | 6. srpen 1985 STS-51-F, Challenger                   |                                                                                              |                                                                               |
| Joseph Engle Richard Covey James van Hoften John Lounge William Fisher                                                    | 27. srpen 1985 STS-51-I, Discovery                   | 27. srpen 1985 STS-51-I, Discovery                   | 3. září 1985 STS-51-I, Discovery                     | 3. září 1985 STS-51-I, Discovery                     |                                                                                              |                                                                               |
| Vladimir Vasjutin Alexandr Volkov                                                                                         | 17. září 1985 Sojuz-U2 ;Sojuz T-14                   | Saljut 7                                             | Saljut 7                                             | 21. říjen 1985 Sojuz T-14                            |                                                                                              |                                                                               |
| Georgij Grečko | 17. září 1985 Sojuz-U2 ;Sojuz T-14                   | Saljut 7                                             | Saljut 7                                             | 26. září 1985 Sojuz T-13                             |                                                                                              |                                                                               |
| Karol Bobko Ronald Grabe David Hilmers Robert Stewart William Pailes                                                      | 3. říjen 1985 STS-51-J, Atlantis                     | 3. říjen 1985 STS-51-J, Atlantis                     | 7. říjen 1985 STS-51-J, Atlantis                     | 7. říjen 1985 STS-51-J, Atlantis                     |                                                                                              |                                                                               |
| Henry Hartsfield Steven Nagel James Buchli Guion Bluford Bonnie Dunbarová Reinhard Furrer Ernst Messerschmid Wubbo Ockels | 30. říjen 1985 STS-61-A, Challenger                  | 30. říjen 1985 STS-61-A, Challenger                  | 6. listopad 1985 STS-61-A, Challenger                | 6. listopad 1985 STS-61-A, Challenger                | Ockels: První Nizozemec ve vesmíru.                                                          |                                                                               |
| Brewster Shaw Bryan O'Connor Mary Cleaveová Sherwood Spring Jerry Ross Rodolfo Neri Vela Charles David Walker             | 26. listopad 1985 STS-61-B, Atlantis                 | 26. listopad 1985 STS-61-B, Atlantis                 | 3. prosinec 1985 STS-61-B, Atlantis                  | 3. prosinec 1985 STS-61-B, Atlantis                  | Neri: První Mexičan ve vesmíru                                                               |                                                                               |
| Robert Gibson Charles Bolden Franklin Chang-Diaz Steven Hawley George Nelson Robert Cenker Bill Nelson                    | 12. leden 1986 STS-61-C, Columbia                    | 12. leden 1986 STS-61-C, Columbia                    | 18. leden 1986 STS-61-C, Columbia                    | 18. leden 1986 STS-61-C, Columbia                    |                                                                                              |                                                                               |
| Francis R. "Dick" Scobee Michael Smith Judith Resniková Ellison Onizuka Ronald McNair Gregory Jarvis Christa McAuliffeová | 28. leden 1986 STS-51-L, Challenger                  | 28. leden 1986 STS-51-L, Challenger                  | 28. leden 1986 STS-51-L, Challenger                  | 28. leden 1986 STS-51-L, Challenger                  | Vybouchl 73 sekund po startu. Kabina zabila kosmonauty nárazem o vodní hladinu.              |                                                                               |
| Leonid Kizim Vladimir Solovjov                                                                                            | 13. březen 1986 Sojuz-U2 Sojuz T-15                  | Mir, Saljut 7                                        | Mir, Saljut 7                                        | 16. červenec 1986 Sojuz T-15                         |                                                                                              |                                                                               |
| Pokračování na Seznam pilotovaných vesmírných letů 1987-1999                                                              |                                                      |                                                      |                                                      |                                                      |                                                                                              |                                                                               |